# Ringsluitingsmetathese
Ringsluitingsmetathese (RSM) is in de organische chemie een breed toegepaste variatie op de alkeenmetathese. Met behulp van RSM zijn cyclische onverzadigde verbindingen synthetisch toegankelijk via een intra-moleculaire alkeenmetathese van een dubbel (vaak, maar niet noodzakelijk) eindstandig alkeen. Het ontstaan van zowel E- of Z-isomeren van het cycloalkeen is mogelijk, maar wordt soms door de ringgrootte of andere factoren beïnvloed.
De meest gebruikelijke ringen die met behulp van deze reactie gemaakt worden zijn de 5-, 6- en 7-ring, maar andere, veel grotere ringen met 45 of zelfds 90 atomen in de ring zijn mogelijk. Deze reacties worden door complexen van overgangsmetalen gekatalyseert en verlopen via een metallacyclobutaan Het type reactie is in 1980 voor het eerst beschreven door Villemin als een van de tussenstappen in de synthese van exaltolide (het lacton van 15-hydroxypetadecaanzuur). Door het werk van de latere Nobelprijswinnaars Robert H. Grubbs en Richard R. Schrock werden de mogelijkheden van dit reactietype goed duidelijk. Door de grote variatie in mogelijke uitgangsstoffen is RSM voor de synthetisch organisch chemicus is RSM een belangrijk gereedschap geworden voor de synthese van ringstructuren die voorheen moeilijk synthetisch efficient bereikbaar waren. Atoom-economisch, een belengrijk aspect van groene chemie, scoort de reactie erg goed: er gaan slechts twee koolstof-atomen per molecuul verloren in deze reactie.
In de loop der jaren zijn er meerdere reviews verschenen over RSM.

## Geschiedenis

### 1980
Het eerste voorbeeld van een RSM werd in januari 1980 door Villemin beschreven in de synthese van een precursor van exaltolide. Hij maakte toen gebruik van een {\displaystyle {\ce {WCl6.Sn(CH3)4}}} gekatalyseerde RSM, waarbij 60 tot 65% opbrengst verkregen werd (afhankelijk van de ringgrootte).
Een maand later volgde de publicatie door Jiro Tsuji van een vergelijkbare reactie in de synthese van een cycloverbinding met 19 atomen in de ring en {\displaystyle {\ce {WCl6.TiCp2Me2}}} als katalysator. Helaas wordt slechts een opbrengst van 17% verkregen. Wel merkt Tsuji op dat alkeenmetathese het potentieel heeft om een belangrijke reactie tw worden in de organische synthese, maar dat er onderzoek gedaan moet worden naar een meer algemene katalysator, die bovendien compatibel is met een verscheidenheid aan functionele groepen.

### 1987
In 1987 werd de synthese van symmetrische macrocyclische verbindingen beschreven via RSM in een gecontroleerde dimerisatie van cyclische alkenen met het halve aantal atomen in de ring. Hiermee werden C14-, C18- en C20-cyclo-alkadiënen toegankelijk in opbrengsten van 58 tot 74%. het C16-cyclo-alkadieen kon slechts in 30% opbrengst geïsoleerd worden. Als katalysator werd renium(VII)oxide {\displaystyle {\ce {(\ ReO7\ )}}} op aluimina {\displaystyle {\ce {(\ Al2O3\ )}}}. Tetramethylsilaan {\displaystyle {\ce {(\ Si(CH3)4\ )}}} zorgde voor het activeren van de katalysator:

### 1992
Vijf jaar later werd door Grubbs en Fu beschreven hoe ook stikstof- en zuurstof-heterocyclische verbindingen via RSM te realiseren waren. Zij maakten gebruik van de door Schrock ontwikkelde molybdeen-alkylideen-katalysator. Deze is minder gevoelig dan de wolfraamkatalysatoren en ook geeft hij geen problemen met de aanwezige functionele groepen. Met deze syntheseroute kwamen dihydropyranen beschikbaar op basis van ruim beschikbare uitgangsstoffen in opbrengsten van 89 tot 93%.
|  |  | [ 20 ] |
|  |  |        |

Grubbs en Fu merken op dat de vorming van een ring vanuit entropie-oogpunt op zich niet gunstig is, maar het feit dat er uit één molecuul uitgangsstof twéé product-moleculen ontstaan maakt het entropieverlies door de ringvorming meer dan goed, vooral ook omdat een van de twee een  zeer vluchtig gas is, waardoor het evenwicht in de oplossing op basis van het principe van Le Chatelier.

### 1993
In 1993 werd door Grubbs en anderen niet alleen gerapporteerd over de inzet van molybdeel in de carbocyclische synthese, maar ook een geheel nieuwe klasse van katalisatoren geïntroduceerd op basis van ruthenium. Op ruthenium-gebaseerde katalysatoren zijn niet lucht- en vochtgevoelig zoals die op basis van molybdeen. In artikelen wordt naar de ruthenium-katalysatoren vaak verwezen als "Grubbs' katalysator". Samen met Schrock-katalysator vormt hij ook in 2024 nog een belangrijk stuk gereedschap van de synthetisch organisch chemicus waarbij RSM een belangrijke plaats inneemt bij de vorming van nieuwe koolstof-koolstof-bindingen. Naast de chemie zelf profiteren ook de biochemie, materiaalkunde en meerdere andere takken van wetenschap van de via deze reactie beschikbaar gekomen onverzadige en meervoedig gefunctionaliseerde verbindingen.

## Reactiemechanisme

### Algemeen
De laatste veertig jaar is het mechanisme van de alkeenmetathese onder invloed van overgangsmetalen uitgebreid bestudeerd. RSM verloopt via een vergelijkbaar reactiepad als die reacties (Alkeenmetathese, Ringopening metathesepolymerisatie, Alkaanmetathese Alkynmetathese, Enynmetathese). Een gekatalyseerde reactie verloopt in een cyclus waarin uiteindelijk de katalysator weer teruggevormd wordt. Alle stappen in de cyclus van de metathese-reacties zijn evenwichten waardoor de mogelijkheid bestaat dat er cross-over optreedt tussen de verschillende reactiepaden.
In 1971 stelde Chauvin, via een [2+2] Cycloadditie, de vorming van een metallacyclobutaan (een cyclobutaan waarin een van de koolstof-atomen is vervangen door een metaal-atoom) voor als intermediair in de alkeen-metathese. De vorming van het metallacyclobutaan is een evenwichtsreactie, maar het verval ervan naar een alkeen en een aan het metaal gebonden alkyleen, {\displaystyle {\ce {(\ M=CR^{1}R^{2}\ )}}} kan op twee manieren: vorming van het oorspronkelijke alkeen en metaalalkyleen in een niet productieve reactie, of de vorming van een nieuw alkeen en een nieuw metaalalkyleen, een productieve reactie. Dit is het algemeen geaccepteerde mechanisne voor dit type reacties.
De reactie start met de vorming van een metallocyclobutaan in een [2+2] cycloadditie (stap 1). Deze verbinding kan in een valse start uiteenvallen naar de uitgangsstoffen, of door de twee andere banden van de cyclobutaanring te verbreken verder gaan in de cyclus. Er ontstaat hierbij etheen en een nieuw alkylidene (stap 2). Het metaal is nu gekoppeld aan het reagens, dat inmiddels wel één koolstof-atoom verloren heeft. In de volgende twee stappen wordt opnieuw een metallocyclobutaanring gevormd (stap 3) die opnieuw uiteen valt (stap 4).
Alle stappen in deze serie reacties zijn evenwichten. De reactie wordt in een oplosmiddel uitgevoerd bij een temperatuur waarbij de meeste betrokken verbindingen niet of nauwelijks vluchtig zijn, op uitzondering van etheen na dat door zijn lage kookpunt uit het reactiemengsel kan ontsnappen. Daarmee is stap 2 feitelijk een onomkeerbaar proces geworden, en de vorming van het cycloalkeen onontkoombaar.
De eigenlijke ringsluiting vindt plaats in een intramoleculaire reactie tussen het aan het metaal gekoppelde dieen en de andere dubbele binding in het molecuul. Het feit dat het om een intramoleculaire reactie gaat, betekent dat de ringsluiting relatief snel verloopt. De twee stukken molecuul die met elkaar moeten reageren "zitten continu op elkaars lip". Een intermoleculaire reactie zou twee moleculen uitgangsstof aan elkaar koppelen, het begin van een polymerisatie. Cycloeliminatie van het metaal en een methyleengroep geeft dan het cycloalkeen en een de facto nieuw katalysotor-molecuul.
Hoewel het ontstaan van etheen een belangrijke drijvende kracht in de richting van het cycloalkeen is, kan het niet de enige zijn. In een aantal zijreacties komt namelijk ook etheen vrij.

### Thermodynamica
Afhankelijk van de exacte reactieomstandigheden, katalysator en uitgangsstof verloopt de reactie onder kinetische of thermodynamische controle. De veel voorkomende ringgroottes (5, 6 en 7) worden makkelijk gevormd en de reactie verloopt meestal onder thermodynamische controle. Als voornaamste oorzaak kan de gunstige enthalpie-bijdrage van het product worden aangewezen. De net niet kleine ringen hebben relatief weinig ringspanning, zoals blijkt uit de verbrandingswarmte vergeleken met de open keten-moleculen met hetzelfde aantal koolstofatomen. Als RSM tot een cycloalkeen met een grote ringspanning leidt, ontsnapt de reactie vaak via Ringopening metathese polymerisatie Voor de hele kleine ringen geldt dat de bindingshoeken tot veel ringspanning leiden. Voor de middelgrote geldt dat zowel de verwrongen bindingshoeken tussen de koolstof-atomen als de ruimtelijke hindering tussen waterstof-atomen aan de binnenzijde aan weerskanten van de ring, tot ringspanning leidt. Onderstaande afbeelding geeft een overzicht van de ringspanning in met ringen van 4 tot 12 atomen.

### Evenwicht
Met het beschikbaar komen van reactievere katalysatoren worden evenwichten in RSM-reacties vaker waargenomen. Dit leidt soms tot een groter aantal producten. Het reactiemechanisme kan uitgebreid worden, waarmee meerdere, concurrerende, evenwichtsreacties op een vergelijkbare manier beschreven kunnen worden. Het ontstaan van oligomeren wordt daarmee begrijpelijk.